# Communisme sexuel
Le communisme sexuel est la collectivisation de la sexualité. Cette pratique se distingue de la polygamie, de la polyandrie et de la polygynie qui concernent les rapports d'un individu avec plusieurs partenaires, alors que le communisme sexuel implique une relation collective. Cette expérience est pratiquée par certains groupes prônant l'amour libre et est parfois associée à l'éducation collective des enfants. Le communisme sexuel vise à garantir la solidarité et l'égalité entre les individus dans l'accès à la sexualité. Il n'est pas nécessairement synonyme de sexualité de groupe. Alors que la sexualité de groupe est une relation ponctuelle entre un petit nombre de personnes, le communisme sexuel concerne l'organisation de la sexualité à l'échelle de la société ou d'une communauté. En ce sens, lorsqu'il s'agit d'une relation égalitaire, la sexualité de groupe peut parfois être considérée comme une forme de communisme sexuel à l'échelle microscopique. L'élément-clé du communisme sexuel est la rotation des partenaires. Dans une communauté pratiquant le communisme sexuel, chaque individu a des relations sexuelles avec tous les membres de la communauté du sexe opposé.    
Socrate est le premier philosophe à avoir théorisé le communisme sexuel au Ve siècle av. J.-C. Dans le livre V de La République de Platon, Socrate expose ainsi sa vision de la société idéale : « Les femmes de nos guerriers seront communes toutes à tous : aucune d'elles n'habitera en particulier avec aucun d'eux ; de même les enfants seront communs, et les parents ne connaîtront pas leurs enfants ni ceux-ci leurs parents. »[source insuffisante].
En 1808, Charles Fourier propose la création d'un service sexuel public. Au XIXe siècle, le militant anarchiste Joseph Déjacque (1821-1865) prône également le communisme sexuel. À la même époque, aux États-Unis, la communauté d'Oneida pratique une forme de collectivisation de la sexualité dans l'État de New-York, de 1848 à 1881, qui a pu être qualifiée de communisme sexuel,. Fondée par John Humphrey Noyes, la communauté d'Oneida est un groupe chrétien se référant à la théologie perfectionniste. Pour les membres de cette communauté, c'est le retour de Jésus sur Terre qui ordonne aux Chrétiens d'abandonner le mariage traditionnel. Il s'agit de vivre désormais selon les règles du royaume de Dieu, dans lequel le mariage et la famille n'existent pas. 
Dans ses Manuscrits de 1844, Karl Marx semble considérer le communisme sexuel comme une oppression collective de l’ensemble des femmes par l’ensemble des hommes : en opposition au mariage qui, selon lui, « est évidemment une forme de propriété exclusive », il accuse en effet le « communisme grossier » de faire de la femme « une propriété collective », faisant passer la femme du mariage exclusif à « une prostitution générale avec la collectivité ». De son côté, dans L'Origine de la famille, de la propriété privée et de l'État, Friedrich Engels prône la monogamie pour la société future, sans considérer le communisme sexuel comme nécessairement synonyme d’oppression de la femme.
La notion de communisme sexuel est créée par Marcel Mauss pour décrire le mode de vie des Inuits en Arctique et au Canada, dans son Essai sur les variations saisonnières des sociétés eskimos publié en 1905,,. Il présente le communisme sexuel comme « une forme de communion, et peut-être la plus intime qui soit », une « fusion des personnalités individuelles les unes dans les autres » à l'intérieur de la « station », sorte de clan où l'échange des femmes est généralisé. Il y décrit la tenue à cette occasion de « véritables orgies », hommes et femmes s'unissant « comme étaient unis autrefois les ancêtres mythiques dont les sujets actuels portent les noms et sont les représentants vivants ». Selon Mauss, le communisme sexuel est un pendant du « communisme économique » de la communauté et s'inscrit dans un ensemble de cérémonies de dénantissement.
Au XXIe siècle, au Danemark et aux Pays-Bas, les services sexuels aux handicapés sont remboursés par la sécurité sociale. En 2012, en France, Marcela Iacub reprend la proposition de Charles Fourier et appelle à son tour à la création d'un service public sexuel gratuit : « Tout un chacun devrait pouvoir offrir ses services de temps en temps tout en sachant qu’un jour chacun pourrait aussi y faire appel ».